# Tipula mulfordi
Tipula mulfordi är en tvåvingeart som beskrevs av Alexander 1945. Tipula mulfordi ingår i släktet Tipula och familjen storharkrankar.
Artens utbredningsområde är Bolivia. Inga underarter finns listade i Catalogue of Life.